# Gerhard Rost
Gerhard Gottlieb Rost (* 20. Januar 1922 in Halle (Saale); † 19. Mai 2003 in Oberursel) war ein deutscher Lutherischer Theologe, Bischof der Selbständigen Evangelisch-lutherischen Kirche (SELK) und Hochschullehrer.

## Leben
Rost studierte nach seinem Wehrdienst während des Zweiten Weltkriegs und sowjetischer Kriegsgefangenschaft ab 1949 Theologie in Berlin und Münster. Er bestand im April 1952 das erste, im April 1953 das zweite theologische Examen vor der Prüfungskommission Ost der Evangelisch-lutherischen (altlutherischen) Kirche und wurde 1960 an der Evangelisch-theologischen Fakultät der Universität Münster mit seiner Arbeit Der schreckliche und der gnädige Gott: Studien zu Luthers Gottesbild promoviert. Sein Doktorvater war Ernst Kinder.
Das Vikariat absolvierte er in Berlin, seine Ordination erfolgte am 25. April 1954. Im selben Jahr wurde er Dozent für Kirchen- und Dogmengeschichte an der Lutherischen Theologischen Hochschule Oberursel. 1971 wurde er zum Professor ernannt. Am 10. Dezember 1978 erhielt er die Ehrendoktorwürde Doctor of Laws (LL.D.) des Concordia-Seminars St. Louis der Lutherischen Kirche-Missouri Synode (USA).
Seit Herbst 1963 war Rost geschäftsführender Kirchenrat der Evangelisch-lutherischen (altlutherischen) Kirche, ab Herbst 1967 Präsident des Oberkirchencollegiums (OKC) mit Sitz in Wuppertal. 1968 wurde er Vorsitzender der Arbeitsgemeinschaft Freier Evangelisch-lutherischen Kirchen in Deutschland. Nach der Vereinigung der selbstständigen evangelisch-lutherischen Kirchen zur SELK wurde er zum ersten Bischof gewählt und am 27. Mai 1973 in Radevormwald in sein Amt eingeführt. Sein Amtssitz war zunächst Wuppertal, dann ab 1975 Hannover.
Zum 31. Dezember 1985 trat Rost in den Ruhestand., den er in Oberursel (Taunus) verlebte. Hier wirkte er bis 1995 als Lehrbeauftragter an der örtlichen LThH.
Rost war verheiratet und hatte fünf Kinder. Er starb am 19. Mai 2003 und wurde in Oberursel beigesetzt.

## Schriften (Auswahl)
- Der Prädestinationsgedanke in der Theologie Martin Luthers. Dissertation, Münster 196O; Evangelische Verlagsanstalt, Berlin 1966.
- als Hrsg. mit Gerhard Maier: Taufe – Wiedergeburt – Bekehrung – in evangelistischer Perspektive. Verlag der St.-Johannis-Druckerei Schweickhardt, Lahr 1980, ISBN 3-501-00107-X.